# سلیمانیه (سیرجان)
سلیمانیه روستایی در دهستان نجف‌آباد بخش مرکزی شهرستان سیرجان استان کرمان ایران است.

## جمعیت
بر پایه سرشماری عمومی نفوس و مسکن در سال ۱۳۹۵ جمعیت این مکان ۱٬۰۹۴ نفر (۳۱۴خانوار) بوده‌است.